# Thomas Krüger (Politiker, 1969)

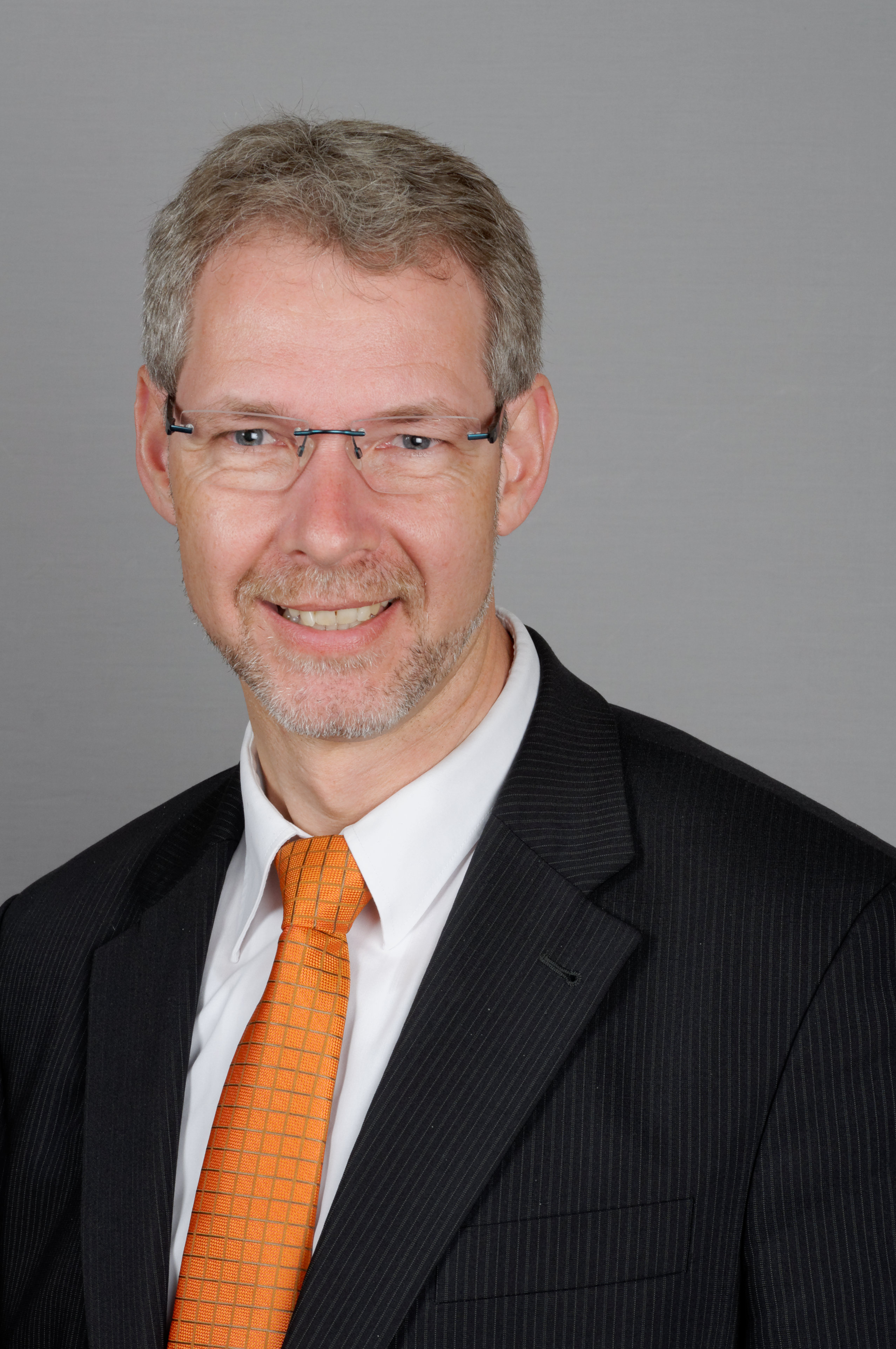
Thomas Krüger 2017

Thomas Krüger (* 11. Januar 1969 in Demmin) ist ein deutscher Politiker (SPD). Er ist seit dem 4. Oktober 2011 Abgeordneter im Landtag von Mecklenburg-Vorpommern. Von 2016 bis 2021 war er Vorsitzender der SPD-Fraktion im Landtag.

## Biografie
Thomas Krüger absolvierte bis 1987 eine Ausbildung zum Schlosser und war zunächst in diesem Beruf tätig. Von 1990 bis 1995 war er Kreisgeschäftsführer der SPD und schloss eine Umschulung zum Zahntechniker an. In den Jahren 1999 bis 2000 war er Referent für Kommunalpolitik bei der SGK e. V. Von 2000 bis 2011 war er Geschäftsführer der SPD Mecklenburg-Vorpommern.

## Politik
Krüger trat zur Zeit der politischen Wende in der DDR der dortigen Sozialdemokratischen Partei bei. Er arbeitete in dieser Zeit am Runden Tisch der Stadt Malchin mit. Bei der Landtagswahl in Mecklenburg-Vorpommern 2011 errang er im Landtagswahlkreis Demmin II ein Mandat für seine Partei. Er ist Mitglied im Finanz- und im Agrarausschuss und. war Sprecher seiner Fraktion für Agrarpolitik. Von September bis Anfang November 2016 war er Parlamentarischer Geschäftsführer der SPD-Landtagsfraktion. Nach dem Wechsel des bisherigen Amtsinhaber Mathias Brodkorb am 1. November 2016 ins Finanzministerium wurde Krüger zum Fraktionsvorsitzenden gewählt. Am 25. November 2021 legte er den Fraktionsvorsitz aus gesundheitlichen Gründen nieder. Zu seinem Nachfolger wurde Julian Barlen gewählt.